# Teatro Marjanishvili
El Teatro Marjanishvili o Teatro drama académico estatal Marjanishvili (en georgiano: კოტე მარჯანიშვილის სახელობის სახელმწიფო აკადემიური დრამატული თეატრი) es el segundo teatro estatal de Tiflis, Georgia. Originalmente fundado en Kutaisi en 1928 por Kote Marjanishvili, el teatro se trasladó a Tiflis en 1930 en el edificio que ocupa hasta la fecha. El edificio del teatro fue renovado a fondo y volvió a abrir en 2006 con el estreno de Bertolt Brecht La ópera de los tres centavos.